# Río dos Sinos
El río dos Sinos es un río brasileño del estado de Río Grande do Sul. Forma parte de la Región hidrográfica del Atlántico Sur, nace en el municipio de Caraá y desemboca en el Lago Guaíba, a la altura del Delta del Yacuí, en el municipio de Canoas.
La superficie de su cuenca es de 3 820 km², atravesando un total de 32 municipios del estado. En su recorrido forma el Valle del Río dos Sinos.